# Tagrør-slægten
Tagrør (Phragmites) er en slægt med kun to arter. Det er staudegræsser med en opret, men tæppedannende vækst. De har kraftig dannelse af underjordiske stængler, som sender nye skud til vejr. Blomsterne er samlet i småaks, der igen danner en stor og tæt, violet top. Frugterne er nødder.
| Arter |

- Phragmites karka – en subtropisk og tropisk art
- Almindelig Tagrør (Phragmites australis) – den velkendte art, som findes på alle kontinenter (undtagen Antarktis)